# Ipertiroidismo
L'ipertiroidismo (sottocategoria delle tireotossicosi) è una condizione medica o disturbo del sistema endocrino derivante dall'eccesso di funzionalità della ghiandola tiroidea, caratterizzato cioè da un aumento in circolo di ormoni tiroidei, triiodotironina (T3) e/o tiroxina (T4), sia per aumento di funzione della tiroide che per distruzione della tiroide stessa. La causa più comune è la malattia di Flaiani-Basedow-Graves. La condizione opposta è l'ipotiroidismo dove vi è una riduzione di produzione o secrezione di T3 e/o T4.
L'ipertiroidismo è una delle cause di tireotossicosi, una sindrome clinica ipermetabolica che si verifica quando vi sono elevati livelli sierici di T3 e/o T4. La tireotossicosi può anche avvenire senza ipertiroidismo. Alcuni individui sviluppano tireotossicosi per via di una infiammazione della ghiandola tiroide (tiroidite), che può causare un eccessivo rilascio degli ormoni tiroidei già presenti nella ghiandola, senza che vi sia una produzione di ormoni accelerata come avviene nell'ipertiroidismo. La tireotossicosi può verificarsi anche dopo l'ingestione di quantità eccessive di ormoni tiroidei esogeni in forma di terapia supplementare, come la levotiroxina. Questo è un fenomeno noto come tireotossicosi esogena o tireotossicosi alimentare.
L'imaging della tiroide e la misurazione dell'assorbimento del radiotracciante da parte di essa, insieme ai dati derivanti dalle analisi del sangue, permettono di formulare una diagnosi specifica e di pianificare al meglio il trattamento per il paziente.

## Storia

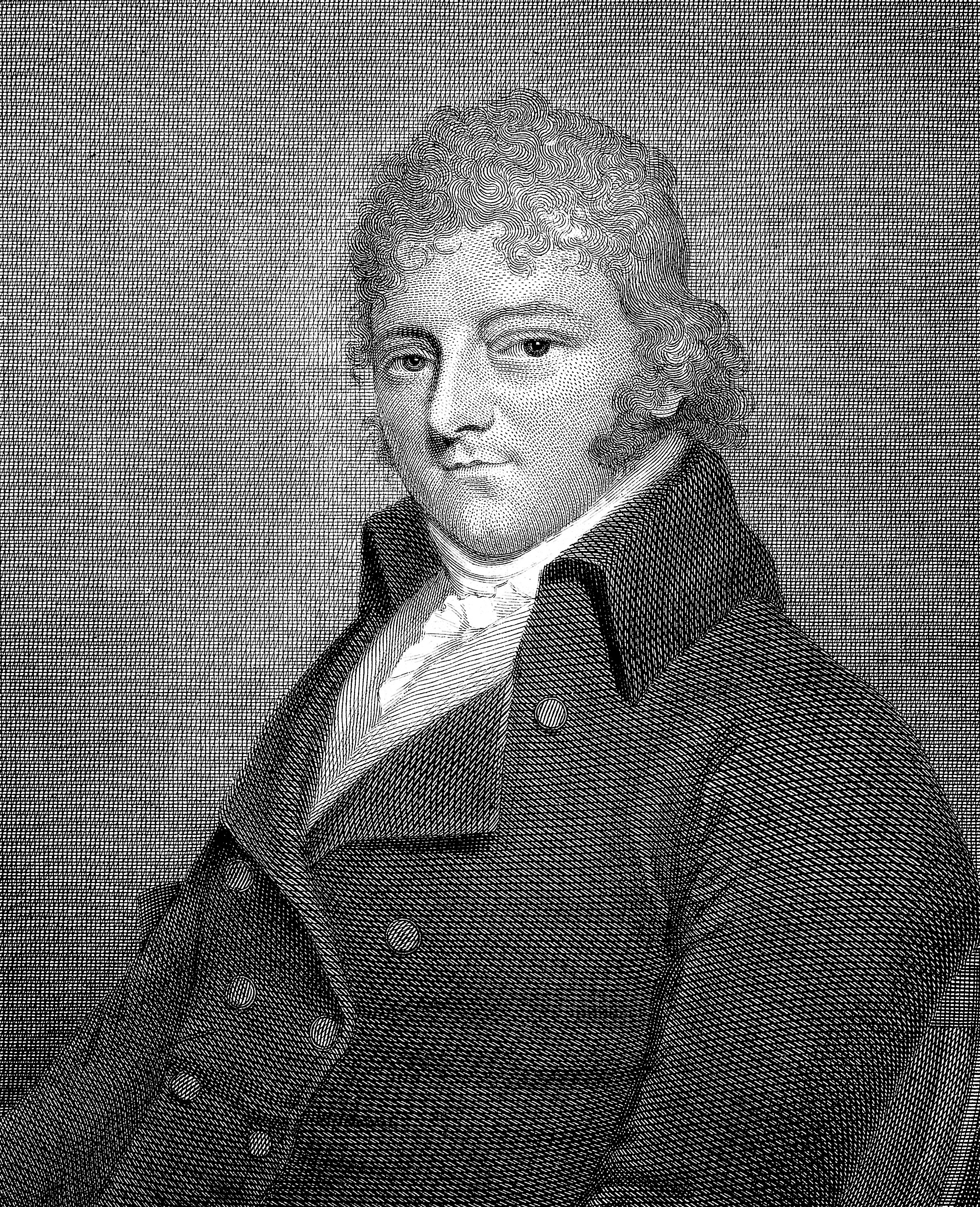
Caleb Hillier Parry.

L'ipertiroidismo è stato descritto per la prima volta nel 1786 da Caleb Hillier Parry. Tuttavia, come gli altri medici del suo tempo, come Giuseppe Flaiani  o Carl von Basedow e Robert James Graves, egli non fece nessun collegamento tra i sintomi e una possibile malattia della tiroide. Il primo a determinare questa correlazione fu Paul Julius Möbius, nel 1886.
All'inizio del XX secolo, i raggi X sono stati utilizzati per trattare la tiroide, oppure si ricorreva a piccoli bastoncini di radio direttamente inseriti nella ghiandola. Saul Hertz e Arthur Roberts, nel 1942 applicarono per la prima volta la terapia con radioiodio nella malattia di Graves. Nel 1943, Edwin Bennett Astwood, descrisse l'uso della tiouracile nel trattamento dell'ipertiroidismo.

## Segni e sintomi
I sintomi più evidenti nell'uomo sono:
- perdita di peso;
- affaticamento;
- indebolimento;
- iperattività;
- irritabilità;
- apatia;
- depressione;
- poliuria;
- sudorazione;
- pelle ingiallita.

Inoltre, nei pazienti si possono presentare una varietà di sintomi come:
- palpitazioni e aritmia (specialmente fibrillazione atriale);
- dispnea;
- infertilità;
- calo del desiderio;
- nausea;
- vomito;
- diarrea.

Nella vecchiaia, questi classici sintomi potrebbero non comparire e potrebbero presentarsi solo con l'affaticamento e la perdita di peso.
Come altri disordini autoimmuni collegati alla tirotossicosi, un'associazione tra una disfunzione tiroidea e la miastenia gravis è stata riconosciuta. La disfunzione tiroidea, in questa condizione, è spesso autoimmune e circa il 5% dei pazienti con la miastenia gravis ha anche l'ipertiroidismo. La miastenia gravis raramente si evolve dopo il trattamento della tiroide e la relazione fra le due cose è ancora sconosciuta. Alcune manifestazioni neurologiche molto rare che sono riportate essere dubbiosamente associate con la tirotossicosi sono pseudotumore cerebrale, sclerosi laterale amiotrofica e la sindrome di Guillain-Barré.

### Ipertiroidismo e agenti disaccoppianti
Uno degli effetti primari negli ipertiroidei è la stimolazione della calorigenesi, come aumento del metabolismo basale.
A livello del mitocondrio, arrivano NADH+ e FADH2, che devono essere riossidati per poter essere nuovamente utilizzati.
La riossidazione degli enzimi avviene con il trasporto di elettroni che prevede il passaggio di elettroni e protoni dal NADH+ fino all'ossigeno O2 che viene ridotto a O= con formazione di acqua, in seguito al rilascio di acqua si ha anche il rilascio di energia.
Nella matrice mitocondriale sono presenti anche protoni, portati dal NADH H+, i protoni utilizzano l'energia liberata dalla reazione di ossido riduzione per formare un gradiente protonico per pompare all'esterno protoni, contro il gradiente di concentrazione.
Si effettua riduzione di ossigeno e sintesi di acqua nella membrana interna del mitocondrio. Vicino alla citocromo ossidasi è presente un enzima, l'adenosina trifosfato sintasi (ATP sintasi), formato da due domini, F1 e Fo; il secondo è un canale protonico. I protoni ripassando attraverso questo canale liberano energia che viene utilizzata dal secondo dominio, che così è in grado di sintetizzare una molecola ricca di energia come ATP. Quando si verifica iper produzione di ormoni tiroidei T3 e T4, essi si comportano da agenti disaccoppianti; infatti essi stimolano la produzione di una proteina disaccoppiante che si chiama termogenina, la quale forma un canale che fa rientrare i protoni nella matrice, così l'energia liberata non è convertita in ATP, ma dissipata sotto forma di calore.

## Diagnosi
La diagnosi avviene tramite il dosaggio di specifiche sostanze nel sangue (ormoni tiroidei). Un incremento ematico di rilievo delle frazioni libere degli ormoni tiroidei (FT3, o free-triiodiotironina ed FT4, o free-tetraiodiotironina), associato ad un abbassamento dell'ormone tireotropo (TSH, Thyroid Stimulating Hormone), è infatti specifico di una condizione di ipertiroidismo conclamato. Infatti, l'abbassamento del TSH ("soppressione" in gergo endocrinologico) deriva dalla controregolazione negativa a livello adenoipofisario, dove avviene la produzione del TSH, da parte degli ormoni tiroidei (FT3 ed FT4) in eccesso. La diagnosi del tipo di ipertiroidismo dovrebbe poi avvenire in campo specialistico allo scopo di valutare se trattasi di forme di ipertiroidismo autoimmune (mediante dosaggio di anticorpi specifici, come anticorpi anti-recettore del TSH, AbTPO o AbTg), da farmaci (per esempio da amiodarone) oppure di forme di tireotossicosi, distruttiva (tiroidite subacuta) o iatrogena (assunzione di ormoni tiroidei). In alcuni casi altri accertamenti ematochimici (VES, Tireoglobulina), calcolati (SPINA-GT) o strumentali (ecografia tiroidea con color-Doppler, scintigrafia tiroidea con iodocaptazione) possono essere utili al fine di inquadrare meglio la diagnosi.

## Cura
Le modalità di cura principali e generalmente accettate per la cura dell'ipertiroidismo nell'uomo sono tre:
- Farmacologica, con l'impiego di propiltiouracile o metimazolo.
- Terapia radiometabolica col radioiodio.
- Chirurgia della tiroide.

### Chirurgia della tiroide
La chirurgia (per rimuovere l'intera tiroide o una parte di essa) non è usata estensivamente perché la maggior parte delle forme comuni dell'ipertiroidismo sono curate abbastanza efficacemente con i farmaci o con il metodo dello iodio radioattivo. Invece, pazienti che non possono tollerare i medicinali per una qualche ragione, o pazienti che rifiutano lo iodio radioattivo, optano per un intervento chirurgico. La procedura è relativamente sicura, e prevede, almeno nella maggior parte degli ospedali italiani, una degenza di 2-3 giorni.
Rischi correlati all'intervento sono, oltre ai classici rischi dovuti all'anestesia, quelli specifici, ossia ipocalcemia (per resezione delle paratiroidi) e lesione dei nervi ricorrenti (con compromissione della voce).

### Terapia radiometabolica con lo iodio radioattivo
Lo iodio radioattivo viene somministrato oralmente (sia come pillola, sia come liquido) in un'unica volta per ledere in modo irreversibile una ghiandola iperattiva. Lo iodio liquido (soluzione acquosa di ioduro) viene al giorno d'oggi utilizzato raramente, vista la sua notevole volatilità: esiste quindi un importante problema di radioprotezione per gli operatori, nonché un problema di dose alle ghiandole salivari dei pazienti. Lo iodio somministrato per la terapia dell'ipertiroidismo è l'isotopo 131; altri isotopi (come il 123) sono usati, legati a diverse molecole, per diagnostica (ad esempio, nella diagnostica della malattia di Parkinson viene utilizzato un legante recettoriale marcato con I-123). Lo iodio 131 può essere comunque utilizzato (a dosaggi enormemente inferiori rispetto a quelli impiegati per la terapia) anche per procedimenti diagnostici, ad esempio nel follow-up del tumore tiroideo. Lo iodio radioattivo viene somministrato dopo alcuni accertamenti: innanzitutto una scintigrafia tiroidea, che permette di valutare lo stato di effettivo ipertiroidismo e l'assenza di aree "fredde" (che potrebbero indicare la presenza di un tumore), quindi un test di captazione che viene eseguito somministrando una dose-traccia (modestissima) di iodio-131 ed analizzando ad intervalli regolari di tempo (solitamente 6, 24, 48, 72 e 96 ore) l'attività presente in tiroide (mediante strumento dedicato).
Tali esami permettono quindi di calcolare in modo personalizzato l'attività tiroidea, in particolare in caso di noduli secernenti ormoni tiroidei per calcolare la quantità di iodio radioattivo da somministrare al soggetto; questa è solo una delle possibili modalità, dal momento che alcuni centri somministrano invece dosi fisse. Lo iodio radioattivo viene captato in maniera attiva dalle cellule della tiroide mediante un symporter Na/I e viene quivi immagazzinato. La morte cellulare dovuta all'effetto citotossico delle radiazioni ionizzanti avviene in tempi variabili, legati essenzialmente alla capacità della singola tiroide di captare ed immagazzinare lo iodio radioattivo stesso. Poiché lo iodio è captato quasi esclusivamente dalle cellule tiroidee, non si hanno grossi problemi di irradiamento ad altri organi: si ha una minima irradiazione a livello delle ghiandole salivari, ed una minima irradiazione a livello vescicale. La metodica è stata sviluppata alla fine degli anni '40 ed è ormai ampiamente consolidata, anche per quanto riguarda le eventuali sequele a lungo e lunghissimo termine: non si sono dimostrati effetti collaterali a lungo termine.
Spesso il trattamento esita in ipotiroidismo: non è considerabile comunque come effetto indesiderato, poiché le patologie tiroidee (soprattutto la malattia di Basedow) tendono a recidivare, anche a distanza di tempo. Comunque, l'ipotiroidismo è abitualmente curato con facilità con l'assunzione di levotiroxina, che è una forma sintetica pura del T4.
- Tirostatici – farmaci che inibiscono la produzione degli ormoni della tiroide, come il metimazolo (Tapazole), carbimazolo o PTU (propiltiuracile).

Se in trattamenti farmacologici viene usata una dose troppo massiccia, i pazienti possono sviluppare sintomi di ipotiroidismo. L'ipotiroidismo è anche un risultato molto comune dei trattamenti di chirurgia o di radiazione, perché è difficile determinare la porzione di ghiandola della tiroide che dovrebbe essere rimossa. In questi casi può essere richiesta l'integrazione di levotiroxina.

## Negli animali
Nella medicina veterinaria, l'ipertiroidismo è una delle condizioni endocrine più comuni che colpiscono i gatti domestici più vecchi. La malattia è diventata significativamente più comune dalle prime notizie di ipertiroidismo felino nel 1970. Nei gatti, è quasi sempre causato da un adenoma benigno alla tiroide.
I sintomi più comuni sono: rapida perdita di peso, tachicardia, vomito, dissenteria, aumento del consumo di acqua e aumento della produzione delle urine.
La chirurgia normalmente non è un'opzione nell'ipertiroidismo felino. La cura con lo iodio radioattivo o il metimazolo possono essere usati per controllare i sintomi.

## Distiroidismo
Vi è poi una condizione nella quale convivono, apparentemente paradossalmente, in proporzione variabile, i sintomi sia dell'ipotiroidismo sia quelli dell'ipertiroidismo, condizione probabilmente causata dallo squilibrio in senso reciprocamente opposto dei diversi tipi di ormoni tiroidei. Qualora si sospetti una patologia tiroidea, questa apparente incoerenza nei vari sintomi contrapposti può indurre in diagnosi errate, in tal caso si parla di distiroidismo.